# Blastocladiella colombiensis
Blastocladiella colombiensis är en svampart som beskrevs av Karling 1985. Blastocladiella colombiensis ingår i släktet Blastocladiella och familjen Blastocladiaceae.   Inga underarter finns listade i Catalogue of Life.